# Самит (Јужна Дакота)
Самит (енгл. Summit) град је у америчкој савезној држави Јужна Дакота.

## Демографија
По попису из 2010. године број становника је 288, што је 7 (2,5%) становника више него 2000. године.
| Група             | 2000.       | 2010.       |
| Белци             | 235 (83,6%) | 182 (63,2%) |
| Афроамериканци    | 0 (0,0%)    | 1 (0,3%)    |
| Азијати           | 0 (0,0%)    | 1 (0,3%)    |
| Хиспаноамериканци | 0 (0,0%)    | 3 (1,0%)    |
| Укупно            | 281         | 288         |